# Rodrigo Díaz (futbolista)
Rodrigo Ezequiel Díaz (Moreno, Provincia de Buenos Aires, Argentina, 28 de agosto de 1981) es un exfutbolista argentino que jugaba de mediocampista ofensivo.

## Trayectoria
Surgió de las divisiones inferiores de Lanús, donde debuta en Primera División el 11 de junio de 2000, en la histórica goleada 7-0 de su equipo a Ferro Carril Oeste como visitante. En este club se consolida como jugador, y es donde se convierte en titular asiduo a partir de 2004. En total participó en 99 partidos marcando 18 goles. Durante casi todo su paso por Lanús usó la camiseta número 10.
A mediados de 2005 es transferido a Deportivo Toluca de México, donde jugó durante un año. Allí se coronó campeón del Torneo de Apertura 2005. A pesar de no tener una mala temporada, no logró demostrar todo su potencial y sale del club por problemas personales con directivos siendo uno de los preferidos de la afición toluqueña.
En el 2006, el Toluca decidió cederlo a préstamo por un año a Independiente, regresando a jugar en Argentina. Durante el Apertura 2006 y el Clausura 2007 alterna buenas y malas actuaciones, siendo dirigido por Jorge Burruchaga y después por Miguel Ángel Santoro. Cuando todo indicaba que regresaría al fútbol mexicano, en julio de 2007 Independiente logró renovar su préstamo por otro año, a pedido del nuevo director técnico del Rojo Pedro Troglio.
En el verano del año 2008, abandona la institución de Avellaneda para pasar al Asociación Atlética Argentinos Juniors en calidad de préstamo. El siguiente partido que realizó en el torneo de verano no dejó conforme a los directivos, y por eso dejaron que se fuera a préstamo a la institución de la paternal.
En 2009 tuvo un paso por Huracán de Parque Patricios.
Este año el Rengo arreglo su contrato para jugar en Independiente de Mendoza, el equipo más importante de esa provincia que milita actualmente la Primera B Nacional.
Roberto Trotta, nuevo técnico de Independiente Rivadavia, lo dio de baja tras el clausura 2010; y para el comienzo de la temporada 2010/11 firmó contrato con Almirante Brown, club con el que jugó junto a su hermano Román Díaz y participaron en la B Nacional del fútbol argentino.
El 18 de agosto de 2011 es fichado por el Club Deportes Iquique para reforzar el plantel de cara al Campeonato de Clausura chileno, Copa Chile y Copa Sudamericana. Se convirtió rápidamente en una figura del equipo, anotando 1 gol en su debut, y siendo el motor del medio campo.
El 16 de abril es campeón con el club de la Copa Chile 2013-14, venciendo en la final 3-1 a Huachipato y habilitando 2 goles. Además fue el goleador del torneo con 8 tantos.

## Clubes
| Club                 | País      | Año       | PJ  | Goles |
| -------------------- | --------- | --------- | --- | ----- |
| Lanús                | Argentina | 1999      | 36  | 7     |
| Platense             | Argentina | 2000      | 38  | 9     |
| Lanús                | Argentina | 2001-2003 | 63  | 10    |
| Toluca               | México    | 2005-2006 | 41  | 8     |
| Independiente        | Argentina | 2006-2008 | 43  | 3     |
| Colón                | Argentina | 2008      | 14  | 0     |
| Huracán              | Argentina | 2009      | 15  | 2     |
| Argentinos Juniors   | Argentina | 2010      | 15  | 1     |
| Athletico Paranaense | Brasil    | 2010      | 7   | 0     |
| Almirante Brown      | Argentina | 2011      | 20  | 4     |
| Santiago Morning     | Chile     | 2011      | 2   | 1     |
| Deportes Iquique     | Chile     | 2011-2014 | 110 | 38    |
| Almirante Brown      | Argentina | 2015      | 26  | 8     |
| Deportivo Morón      | Argentina | 2016-2018 | 30  | 4     |
| All Boys             | Argentina | 2018-2019 | 23  | 6     |

## Palmarés

### Campeonatos nacionales
| Título           | Club             | País      | Año           |
| ---------------- | ---------------- | --------- | ------------- |
| Primera División | Toluca           | México    | Apertura 2005 |
| Copa Chile       | Deportes Iquique | Chile     | 2013-14       |
| Primera B        | Deportivo Morón  | Argentina | 2016-17       |

### Distinciones individuales
| Distinción                | Año     |
| ------------------------- | ------- |
| Goleador de la Copa Chile | 2013-14 |